# 오열
오열은 대한민국의 가수이며, 현직 여고 음악교사이다.

## 앨범
- 2021.12.21 "언젠가는 (이상은)" 싱어게인 2 - 무명가수전 에피소드 3
- 2021.12.17 EP 앨범 (5곡), "한강열차"
- 2021.11.17 싱글 앨범, "뱃속의 항해"
- 2020.10.10 싱글 앨범, "때론, 나는, 그래서"
- 2018.12.41 EP 앨범 (6곡), "단잠"
- 2016.11.01 싱글 앨범, "가을아 (Calling Fall)"
- 2016.05.27 싱글 앨범, "냥 (Meow)"
- 2016.02.01 싱글 앨범, 데뷔 앨범 "태양 (The Sun)"[1]

## 활동
- 2022.02.09 TBS 김어준의 뉴스공장 음악회 - "비몽사몽"[2]
- 2022.02.09 TBS 김어준의 뉴스공장 음악회 - "강강"
- 2022.02.09 TBS 김어준의 뉴스공장 음악회 - "비빔면"
- 2022.02.09 TBS 김어준의 뉴스공장 음악회 - "그때 그 소나기처럼"
- 2022.01.29 목포 MBC, 섬티아고 뮤직로드 - "비몽사몽"
- 2022.01.29 목포 MBC, 섬티아고 뮤직로드 - "그래도 괜찮아"[3]
- 2022.01.29 목포 MBC, 섬티아고 뮤직로드 - "때론, 나는, 그래서"
- 2022.01.12 여수 MBC, 박성언의 음악식당 라이브페스티벌 - "새벽 첫 차"
- 2021.12.17 여수 MBC, 박성언의 음악식당 라이브페스티벌 - "그때 그 소나기처럼"
- 2021.12.16 여수 MBC, 박성언의 음악식당 라이브페스티벌 - "비몽사몽"
- 2022.01.03 JTBC "싱어게인 2 무명가수 53호 - "거짓말 거짓말 거짓말", 이적
- 2021.12.13 JTBC "싱어게인 2 무명가수 53호 - "언젠가는", 이상은
- 2021.12.05 '나의 도시, 서울' 음감회, 플랫폼 창동 61 - "그때 그 소나기처럼 (Like that Shower)"
- 2021.12.05 '나의 도시, 서울' 음감회, 플랫폼 창동 61 - "청계천 (Cheonggyecheon)"
- 2021.12.05 '나의 도시, 서울' 음감회, 플랫폼 창동 61 - "Autobiography (자기 소개)"
- 2021.10.07 기사 "누군가에게 고여 있는 노래", 씨네 21, "윤덕원의 노래가 끝났지만"
- 2021.09.17 TBS 김어준의 뉴스공장, '금요 음악회'[4]
- 2021.02.04 온스테이지 - "때론, 나는, 그래서"
- 2021.02.04 온스테이지 -  "새벽 첫 차"
- 2021.02.04 온스테이지 - "강강"
- 2020.09.23 "강강" - 2020 온택트 한성 백제 문화제 개막식, 서울 송파구
- 2019.03.11 "강강" - KBS 도올 아인 오방간다 - 이희문과 함께 노래했다.
- 2019.01.21 인터뷰 "밝음을 물들이는 뮤지션" 레드콘, 전라북도 음악 창작소, 아티스트 브릿지
- 2018.12.31 "새벽 첫 차" - 뮤직 비디오
- 2018.01.29 기사, 아리랑 창작곡 공모 대상 수상곡, '강강' 음원공개, 스포츠 경향
- 2016.11.02 "가을아" - 뮤직 비디오

## 글
- 2018.01.22 오열 블로그 "싱어송라이터  진지 → 오열(OYEOL)" 활동명 변경 안내

## 기타
- JTBC 음악예능 프로그램 싱어게인2에서 함께 노래를 불렀던 7호 참가자와 띠동갑[5]이라고 공개되었다.[6]
- 2021.11.01 2021 전라남도 학교예술교육 페스티벌 : 여주 오케스트라 공연[7]